# Galtür
Galtür é um município da Áustria, situado no distrito de Landeck, no estado do Tirol. Tem 122,06 km² de área e sua população em 2019 foi estimada em 787 habitantes.